# Photostomias tantillux
Photostomias tantillux — вид голкоротоподібних риб родини Стомієві (Stomiidae).

## Опис
Тіло сягає 10,1 см завдовжки.

## Поширення
Морський батипелагічний вид, мешкає у тропічних та субтропічних водах Тихого океану. Здійснює вертикальні міграції від поверхні моря до 1050 м глибини.